# 6285 Ingram
6285 Ingram eller 1981 EA26 är en asteroid i huvudbältet som upptäcktes den 2 mars 1981 av den amerikanska astronomen Schelte J. Bus vid Siding Spring-observatoriet. Den är uppkallad efter den tysk-amerikanske biologiprofessorn Vernon Ingram och Elizabeth Ingram.